# Späd bäckmossa
Späd bäckmossa (Hygrohypnum montanum) är en bladmossart som beskrevs av Brotherus 1908. Enligt Catalogue of Life ingår Späd bäckmossa i släktet bäckmossor och familjen Amblystegiaceae, men enligt Dyntaxa är tillhörigheten istället släktet bäckmossor och familjen Amblystegiaceae. Enligt den finländska rödlistan är arten akut hotad i Finland. Enligt den svenska rödlistan är arten sårbar i Sverige. Arten förekommer i Svealand, Nedre Norrland och Övre Norrland. Artens livsmiljö är bäckar. Inga underarter finns listade i Catalogue of Life.